# Sonata per a piano núm. 8 (Mozart)
La Sonata per a piano núm. 8 en la menor, K. 310 (300D) és una obra de Wolfgang Amadeus Mozart composta a París entre el mesos de març i juny de 1778, a l'edat de vint anys. Malgrat la seva joventut, en aquesta època ja havia desenvolupat ràpidament el seu estil i portava a terme les seves idees, com s'observa en aquesta obra, considerada del millor del jove Mozart.

## Estructura
| Sonata per a piano núm. 8 en la menor | Sonata per a piano núm. 8 en la menor |
| ------------------------------------- | ------------------------------------- |
| 1. Allegro maestoso                   |                                       |
|                                       |                                       |
|                                       |                                       |
|                                       |                                       |
| 2. Andante cantabile con espressione  |                                       |
|                                       |                                       |
|                                       |                                       |
|                                       |                                       |
| 3. Presto                             |                                       |
|                                       |                                       |
| interpretada per Randolph Hokanson    |                                       |
|                                       |                                       |

Consta de tres moviments, seguint l'esquema clàssic de moviment ràpid-lent-ràpid:
1. Allegro maestoso
2. Andante cantabile con espressione, en fa major i compàs 3/4.
3. Presto, en compàs 2/4

### Allegro maestoso
El primer moviment Allegro maestoso mostra una gran autonomia i una riquesa en la inspiració. Tot i que hi ha la influència de Johann Schobert o Hullmandel, la personalitat mozartiana s'imposa veritablement. Pel que fa al pla tonal, en la seva exposició l'obra passa del mode menor al seu to relatiu major (do major), quedant clarament establerta aquesta tonalitat com la tònica en la finalització de l'exposició. El desenvolupament està elaborat sobre fragments amb motius de l'exposició i s'intensifiquen les polaritats harmòniques i retardant al seu torn les resolucions de les cadències mitjançant seqüències de modulacions. A la recapitulació es resolen les tensions harmòniques i queda clarament establerta la tonalitat original (la menor) com la tonalitat determinant i característica de la peça.
Cal destacar que, en aquesta sonata, Mozart expandeix el primer moviment repetint l'exposició i el desenvolupament fins al final del primer moviment per contrarestar l'extraordinari impacte del segon moviment Andante, ja que, com es veu en altres sonates, en moltes de les sonates de Mozart els moviments lents funcionen com el veritable centre de gravetat de l'obra.

### Andante cantabile con espressione
En molts dels adagios i andantes de Mozart hi ha una característica comuna: una calma, una contemplació, o una condició estàtica que ens deixa entreveure un estat de preocupació. Aquest tipus de patrons dramàtics es poden observar en aquesta sonata. El moviment lent està marcat amb el caràcter Andante cantabile con espressione, una indicació que intenta descriure la secció que obre de manera expressiva. Els sentiments com l'alleujament o l'empenta estan reforçats per mitjà d'una pausada i pacient repetició de tota la primera secció. Però, sense elevar la seva veu o accelerar la tranquil·litat, Mozart posa un parany i a través del
 inunda de pertorbació i de poders desestabilitzadors per tal d'aniquilar tot l'anterior. Podem notar el contrast sorprenent, la foscor del sentiment, el que és punyent, les dissonàncies, la intensitat que va creixent, la inexorabilitat de les modulacions ràpides per mitjà d'una canviant seqüència de major a menor.
En aquest segon moviment Mozart va inventar, o almenys apareix d'una manera més explícita per primer cop, un model important en el qual s'anivella la forma i l'expressió, exemple a seguir pels compositors romàntics. Tot i que poden trobar precedents en la música anterior, com en certes àries da capo de l'òpera seria italiana, va ser el mateix Mozart qui va establir aquesta forma com una cosa profundament innovadora, un arquetip expressiu en la música instrumental.

### Presto
El tercer moviment Presto, és d'un caràcter marcadament rítmic. Tanca la peça en la tonalitat de la menor que aporta una major densitat expressiva, alguna cosa diferenciadora, excepcional, particular, com passa sempre que Mozart empra una tonalitat amb aquestes característiques.